# Fritz Seitz

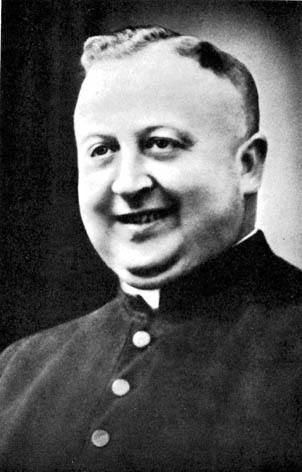
Pfarrer Fritz Seitz

Fritz Seitz, oft auch Friedrich Seitz (* 28. Januar 1905 in Mayen; † 18. März 1949 in Schallodenbach), war ein deutscher Priester der Diözese Speyer, Verfolgter des NS-Regimes und langjähriger Häftling in den Konzentrationslagern Dachau, Mauthausen und Gusen. Er wurde als erster reichsdeutscher Priester im KZ Dachau inhaftiert.

## Leben und Wirken
Fritz Seitz war in Mayen geboren, legte in Saarbrücken sein Abitur ab und studierte in München. Am 1. Juli 1928 wurde er von Bischof Ludwig Sebastian im Speyerer Dom zum Priester geweiht. Von 1928  bis 1932 wirkte der Neupriester als Kaplan in Meckenheim (Pfalz), Edenkoben und Herxheim bei Landau.
Ab 16. Januar 1932 trat er eine Kaplanstelle in Zweibrücken Hl. Kreuz an, wo er bis zum 30. Juni 1933 amtierte und dort auch die Machtübernahme durch die Nationalsozialisten erlebte. Da Seitz als Zentrumsaktivist und NS-Gegner bekannt war, erfolgte zur Einschüchterung schon früh eine Durchsuchung des Pfarrhauses durch SA und Hitler-Jugend.
Seitz wurde dann in die Hildegardspfarrei nach St. Ingbert im saarländischen Bistumsteil versetzt. Dort regierte zu jener Zeit noch der Völkerbund und Seitz setzte sich öffentlich für die sogenannte Status quo Lösung ein, was bedeutete, der Status quo der Völkerbundsherrschaft im Saargebiet solle solange einem Wiederanschluss an das Deutsche Reich vorgezogen werden, als dort die Nationalsozialisten regieren. Die Vertreter dieser offen gegen den Nationalsozialismus agierenden Gruppe waren den Behörden im Reich sehr missliebig und wurden nach dem Saaranschluss von 1935 auch politisch verfolgt.
Mitte Juli 1934 kam Seitz nach Ludwigshafen am Rhein, in die Gemeinde St. Dreifaltigkeit, wo er bis Ende 1936 weilte.  Hier geriet der Geistliche erneut ins Visier der Gestapo, als er während einer Pfarrveranstaltung demonstrativ ein Exemplar der SS-Zeitung Das Schwarze Korps zerriss. Ein Strafverfahren wegen Verstoßes gegen das sogenannte Heimtückegesetz wurde zwar vom Sondergericht Frankenthal eingestellt, aber Seitz erhielt ein Versammlungs- und Redeverbot für die  gesamte Pfalz.
Mit Wirkung vom 1. Dezember 1936 trat der Priester die Stelle eines Pfarrverwesers, später Pfarrers von Schallodenbach in der Westpfalz an, die er bis zu seinem Tode bekleidete. Am 1. April 1937 warfen Nationalsozialisten die Scheiben seines Pfarrhauses ein, die Behörden verweigerten ihm die Bestätigung als Pfarrer des Dorfes und verhängten ein Unterrichtsverbot an Schulen gegen ihn.
Nachdem polnische Zwangsarbeiter ihn im Pfarrhaus besucht hatten und er ihnen die Teilnahme am Gottesdienst ermöglichte, nahm die Gestapo Fritz Seitz am 16. März 1940 in Schutzhaft; zunächst im Gefängnis zu Neustadt an der Weinstraße, ab 11. Juni des Jahres im KZ Dachau, wo er der erste reichsdeutsche Priesterhäftling war. Hier in Dachau verblieb er – außer einem Zwischenaufenthalt in den KZ Mauthausen und Gusen I – im Pfarrerblock, bis zur Befreiung am 29. April 1945. Er wurde unter anderem als Pförtner im Krankenrevier eingesetzt. Während seiner Haft konnte Seitz unter großer Gefahr seine Seelsorgearbeit unter den Gefangenen fortzusetzen. Er hörte Beichte, versah die Sterbenden mit der letzten Ölung und baute ein geheimes Hilfs-Netzwerk für die Gefangenen auf.
Nach seiner Entlassung kehrte Seitz in seine Pfarrei Schallodenbach zurück, wo er schon 1949 an den Folgen der KZ-Haft verstarb. Seit 1946 war er Dekan des Dekanats Kaiserslautern. Durch die Aussagen von Pfarrer Seitz klärte sich auch das Schicksal seines 1942 im KZ zu Tode gekommenen Mitbruders Wilhelm Caroli.
Unmittelbar nach seiner Rückkehr begann der Priester mit der Aufarbeitung seiner NS-Erfahrungen. Am 29. Juni 1945 predigte er in seiner ehemaligen Seelsorgestelle St. Ingbert u. a. über die KZ-Haft. Hierbei sagte er: „...das sind keine Märchen, das ist keine Propaganda, das ist die Wahrheit und wer heute das nicht glaubt, oh ich wünschte ihm, er habe es nur für einige Tage miterlebt. Ich stehe hier und gebe davon Zeugnis. Ein Adolf Hitler sagte einst: 'Alles, was in Deutschland geschieht, dafür bin ich verantwortlich'. Er war unterrichtet und alles war von oben geduldet. Und wäre unter uns einer, der heute noch diese Sachen entschuldigt, auch hier in dem schwarzen St. Ingbert, der gehört auch in die Reihe dieser Mörder.“
Bereits in den ersten Nachkriegsausgaben der Speyerer Bistumszeitung Der Pilger veröffentlichte Seitz 1946 eine mehrteilige, eindrucksvolle Artikelreihe mit dem Titel Priester in Dachau.
Im Bistum Speyer wird Fritz Seitz als Glaubenszeuge und Bekenner verehrt, die politische Gemeinde Schallodenbach erhob sein Grab 2005 zur Ehrengrabstätte und die örtlichen Katholiken nannten ihr Pfarrheim ihm zu Ehren „Dekan-Seitz-Haus“.